# Tanja Goricanec
Tanja Goricanec, née le 4 janvier 1990, est une joueuse de beach-volley suisse.

## Biographie
Tanja Goricanec est vice-championne d'Europe de beach-volley avec Tanja Hüberli en 2014. Elle prend sa retraite sportive à l'issue de la saison 2015.